# Botulfprocessen
Botulfprocessen var den eneste kendte kætterrettergang i middelalderens Sverige, som endte med henrettelse af den anklagede. Bonden Botulf i Gottröra sogn i Uppland benægtede, at brød og vin blev forvandlet til Kristi kød og blod. Ærkebispen i Uppsala, Nils Kettilsson, overlod i 1311 Botulf til den verdslige retfærdighed – sandsynligvis på bålet.